# Fomori
I Fomori o Fomoriani (in inglese: Fomorians, Fomors; in irlandese Fomóiri, Fomóraig) erano un popolo di semidei della mitologia irlandese, abitanti in Irlanda in tempi remoti. Potrebbero rimandare a quelle famiglie di divinità precedenti ai pantheon storicamente consolidati, alla maniera dei Titani nella mitologia greca. Si è ipotizzato che rappresentino le forze del caos e della natura scatenata in opposizione ai Túatha Dé Danann, rappresentanti delle forze della civiltà. In alternativa potrebbero essere il residuo degli antichi culti preceltici dell'isola, ma comunque poco si conosce sui Fomori. 

## Aspetto
I Fomori hanno corpo umano e testa di capra, basandosi su di un testo dell'XI secolo contenuto nel Lebor na hUidre (il Libro della Vacca Bruna). In un'altra versione hanno un corpo umano ma con un solo occhio, un solo braccio, una sola gamba (cfr. mito dei "mezzi uomini", ad esempio in Platone). Ciò nonostante si dice che alcuni di loro, come ad esempio Elatha, il padre di Bres, siano estremamente belli.

## Vicende nella mitologia irlandese
I seguaci di Partholón sono considerati i primi abitanti d'Irlanda dopo il Diluvio universale, ma l'isola non è disabitata: ci sono infatti i Fomori. Seathrún Céitinn riporta una tradizione secondo la quale i Fomori, guidati da Cíocal, arrivarono in Irlanda duecento anni prima, vivendo di pesce e pollame fino all'arrivo di Partholon, che introdusse l'aratro e i bovini. Forse un relitto del passaggio da una civiltà mesolitica di cacciatori-raccoglitori ad una neolitica di allevatori-agricoltori. Partholon vinse Cíocal nella battaglia di Magh Ithe, ma il suo popolo venne in seguito spazzato via da un'epidemia.
Quindi arrivò in Irlanda Nemed col suo popolo. L'isola era rimasta deserta per trenta anni dopo la scomparsa della gente di Partholon, eppure (di nuovo) i Fomori sono lì a contrastare i nuovi venuti. Céitinn riporta un'altra tradizione secondo cui i Fomori non erano che marinai provenienti dall'Africa, discendenti di Cam, figlio di Noè. Nemed li sconfisse in diverse battaglie, uccidendo i loro re, Gann e Sengann (NB: due re dei Fir Bolg portano lo stesso nome). Ma subito due nuovi principi vanno a guidare i Fomori: Conand figlio di Faebar, residente nella torre omonima a Tory Island, nella Contea del Donegal, e Morc figlio di Dela (NB: la prima generazione dei Fir Bolg viene chiamata anche "figli di Dela"). 
Dopo la morte di Nemed, Conand e Morc gravano il suo popolo di pesanti tributi: due terzi dei loro figli, dei loro raccolti, del loro bestiame. Ma il figlio di Nemed, Fergus Lethderg radunò un esercito di 60.000 uomini, si sollevò in armi contro i tiranni e distrusse la Torre di Conand. Morc attaccò allora con una potente flotta, e grande fu il massacro da ambo le parti. Il mare infine si sollevò sui contendenti e travolse la maggior parte dei sopravvissuti. Solo trenta uomini del popolo di Nemed si salvarono a bordo di una singola nave, scaraventati dall'altra parte del mondo. 
L'invasione seguente vide protagonisti i Fir Bolg, che stavolta non trovarono Fomori ad attenderli sull'isola.

## Fomori e Túatha Dé Danann
Nel mito Túatha Dé Danann e Fomori sono strettamente legati. Ad esempio il dio guerriero Neit viene indicato come antenato di entrambi i popoli. 
Dopo i Fir Bolg arrivarono in Irlanda i Túatha Dé Danann, generalmente identificati con le divinità proprie dei Celti invasori, i quali vinsero i Fir Bolg nella prima battaglia di Mag Tuiredh e presero così possesso del paese. Dato che il loro re, Nuada, aveva perso un braccio nello scontro, perdendo con la sua integrità fisica il diritto al trono, il loro primo re in Irlanda divenne il mezzo-fomoro Bres, figlio di Ériu discendente dei Túatha Dé Danann e del principe fomoro Elatha (che raggiunse l'amante una notte provenendo dal mare su di una barca d'argento). Come la madre Bres è bellissimo, ma come re fu pessimo, imponendo al suo popolo pesanti servizi e tributi offerti ai Fomori. La sua autorità venne incrinata per la negligenza verso i suoi doveri di re e di ospite. Allora Nuada, che intanto aveva ricevuto un braccio nuovo, d'argento, venne restaurato nel suo regno. Bres si rifugiò dal padre, chiedendo sostegno nella riconquista del trono. Ma Elatha rifiuta, dicendo che non tenterà di impossessarsi disonestamente di ciò che è stato perso onestamente. Ma Bres non si arrende e chiede l'aiuto del bellicoso Balor, il capo dei Fomori di Tory Island, radunando un esercito lealista. Anche i Túatha Dé Danann si prepararono alla guerra, sotto la guida di un altro mezzosangue, Lúg. Suo padre era Cian dei Túatha Dé Danann, sua madre niente meno che la figlia di Balor, Ethniu. Nei testi più recenti l'unione viene descritta come un matrimonio politico, ma il folclore conserva una versione più elaborata del mito sulla nascita di Lúg, versione che rimanda al mito greco sulla nascita di Zeus. In ogni caso Balor, che aveva ricevuto la profezia che sarebbe stato ucciso dal suo nipote, aveva chiuso in una torre di vetro la figlia, per tenerla lontano dagli uomini. Ma il furto della vacca magica di Cian spinge quest'ultimo alla vendetta: con l'aiuto della druidessa Biróg penetra nella prigione di vetro e seduce Ethniu. La giovane dà alla luce tre bambini, che Balor ordina siano affogati. Ma solo due dei piccoli escono di scena, perché Biróg ne salva uno, Lúg, e lo affida a Manannan e Tailtiu. Diventato adulto egli entrerà alla corte di Nuada in virtù delle sue molte arti, ottenendo per di più il comando dell'esercito. 
La seconda battaglia di Mag Tuired venne infine combattuta tra i Fomori radunati sotto Balor e i Túatha Dé Danann radunati sotto Lúg. Nuada cade sotto lo sguardo venefico del terribile Balor, capace di uccidere tutto ciò su cui si posa. Lug affronta suo nonno ma prima che egli possa volgere su di lui l'occhio magico lo colpisce con una pietra scagliata dalla sua fionda che glielo strappa, facendolo uscire dalla nuca, uccidendo Balor e causando strage tra le forze dei Fomori che erano schierate alle sue spalle. Caduto Balor i Fomori vengono facilmente sconfitti e ricacciati in mare.

## Origini ed etimologia
Il termine fomóire si crede derivi dall'antico irlandese fo muire, (irlandese moderno faoi muire), cioè "sotto il mare". Qualcuno, vista anche l'associazione con il tema della prigione di vetro, ha ipotizzato una connessione con le terre degli iceberg. Tuttavia la parola mór potrebbe essere connessa ad una radice protoindoeuropea *mor: "sfregare, battere, spogliare". Ancora Mac Bain rifiuta sia la teoria che vede Fomori collegati al "mare" sia quella che li vuole collegati alla "morte" o al "terrore", lasciando come unica alternativa l'interpretazione di Zimmer fomóiri > fo-mór "sub-magnus" (giganti? piccoli giganti? mezzi giganti?)
Nei tempi più recenti Fomori divenne il sinonimo popolare di ogni gruppo di pirati e scorridori, perdendo l'accezione originale.